# La Rivière Atlantique
Albums de Arielle Dombasle & Nicolas Ker
French Kiss Empire
Singles
1. I'm not Here Anymore
Sortie : 11 juillet 2016
2. Carthagena
Sortie : 9 septembre 2016
3. Point Blank
Sortie : 28 octobre 2016

La Rivière Atlantique est le neuvième album studio d'Arielle Dombasle (et le deuxième album de Nicolas Ker) paru le vendredi 14 octobre 2016 (et en mai 2017 pour le vinyle). La Rivière Atlantique a été désigné par le magazine Technikart comme l'un des dix meilleurs albums de l'année 2016.
Le 11 juillet 2016 sort le premier single extrait de La Rivière Atlantique, intitulé I'm Not Here Anymore, suivi le 9 septembre 2016 du deuxième single, Carthagena. Le troisième clip extrait de La Rivière Atlantique s'intitule Point Blank et a fait sa première sur le site internet des Inrockuptibles le 28 octobre 2016.
Les clips extraits de La Rivière Atlantique ont été réalisés par Arielle Dombasle et Thierry Humbert (Makam Film).

## Origine de l'album
L'album, qui est le résultat de plus de deux ans de travail, comporte 12 titres pour la plupart écrits et composés par Nicolas Ker ayant le romantisme noir pour essence profonde. À l'origine de cet album se trouve une demande formulée par Arielle Dombasle à Nicolas Ker après leur rencontre au Cirque d'Hiver en septembre 2014 : « Écrivez-moi un album Nicolas ». Un premier duo, My Love for Evermore, sera enregistré pour l'album French Kiss d'Arielle Dombasle avant que tous deux s'engagent de manière plus approfondie dans un travail pleinement artistique. Initialement, leur collaboration devait donner naissance à un EP, Les Arbres Pliés, mais l'abondance artistique du duo en a voulu autrement ; c’est ainsi que La Rivière Atlantique a vu le jour.
Avec la collaboration étroite de Henri Graetz depuis le tout début du projet, Arielle Dombasle et Nicolas Ker ont travaillé pendant une période de trois ans sur la création, l'écriture et la composition des différents morceaux de La Rivière Atlantique au gré de leurs voyages.

## Liste des titres
| 1.    | I'm Not Here Anymore    | Nicolas Ker                          | 3:07 |
| 2.    | The Endless Summer      | Nicolas Ker                          | 3:00 |
| 3.    | Carthagena              | Nicolas Ker                          | 4:04 |
| 4.    | The Tempest             | Nicolas Ker                          | 4:10 |
| 5.    | Happiness Still in Blue | Nicolas Ker                          | 3:25 |
| 6.    | The Ice Skater Cries    | Nicolas Ker                          | 4:08 |
| 7.    | Point Blank             | Nicolas Ker                          | 6:50 |
| 8.    | The Other Sister        | Nicolas Ker                          | 3:45 |
| 9.    | God is the Slave        | Nicolas Ker                          | 2:58 |
| 10.   | Cats from Heaven        | Nicolas Ker                          | 5:16 |
| 11.   | Good Night Precious     | Nicolas Ker, Gilbert Cohen & Eat Gas | 2:50 |
| 12.   | The Bridal Veil         | Nicolas Ker                          | 1:49 |
| 44:57 |                         |                                      |      |

## Promotion
Un showcase a eu lieu aux Bains, à Paris, le jeudi 6 octobre 2016, pour promouvoir la sortie de La Rivière Atlantique d'Arielle Dombasle & Nicolas Ker.
Arielle Dombasle et Nicolas Ker se sont produits au Grand Palais le 26 octobre, pour la Fête des morts (la "noche de los muertos"), dans le cadre de l'exposition Mexique (1900-1950) : "Tout de noir vêtus, Arielle et Nicolas ont fait honneur à la comparaison qu'ont faite d'eux Les Inrockuptibles : lui, Lee Hazlewood fantasmé et, elle, en Nancy Sinatra idéalisée. Ils formaient le plus beau duo de l'histoire de la pop..."
Dans le cadre d'une carte blanche de trois jours au SALÒ, à Paris, Arielle Dombasle et Nicolas Ker ont donné trois représentations, du 17 au 19 novembre 2016, où ils ont notamment interprété des titres de leur album La RIvière Atlantique.
Deux concerts à guichets fermés a été donné d'abord au Café de la Danse, le 16 décembre 2016, puis le 4 mai 2017 au FLOW, à Paris.
Une tournée en France a eu lieu jusqu'en janvier 2018 et est notamment passée par Toulouse le 25 juin 2017 et par Seignosse le 28 octobre 2017.

## Musiciens
- Arielle Dombasle : voix
- Nicolas Ker : voix et guitare
- Henri Graetz : violons, claviers et guitare
- Eat Gas : guitares
- Mark Kerr : batteries
- Luc Rougy : guitares et claviers
- Arnaud Roulin : claviers
- Chœurs : ensemble vocal des musiciens
- Participation exceptionnelle de Vincent Taeger sur "The Ice Skater Cries".

## Réception
(novembre 2016).
Dès sa sortie, l'album La Rivière Atlantique est salué par la critique qui est unanime sur la qualité artistique et musicale du projet.
- Louis-Henri de La Rochefoucauld dans Technikart : "Cet album en duo avec Arielle Dombasle est l'aventure artistique la plus inattendue et excitante de l'année"[18].
- "On persiste et signe : La Rivière Atlantique s'annonce comme l'un des disques français les plus excitants de cette fin d'année"[19].
- "Contre toute attente, la rencontre surréaliste entre les deux entités que sont Nicolas Ker et Arielle Dombasle aboutit à un nouveau single clippé de très belle facture. [...] De quoi créer des espoirs forts avec l'annonce d'un album à sortir sur Pan European Recordings qui pourrait bien être une merveille"[20].
- "La Rivière Atlantique, c’est un disque [...] providentiel, salvateur, un disque épanoui et odorant, à des lieues de toutes les préoccupations actuelles, un disque qui va dans le sens contraire des aiguilles du monde, comme disait Philippe Muray"[21].
- "Ce nouveau disque (le 9e album) concept de 12 titres sur une fin du monde apocalyptique, nous promet un univers fantasque à la hauteur de ces deux talents."[22]
- Dans Froggy's Delight, Ichigo Samuru précise : "Ce disque n’est pas banal, il est beau, il est excellent de la première à la dernière chanson."[23]
- Au sujet de La Rivière Atlantique, Matthieu Culleron et Pierre Siankowski titrent dans Les Inrockuptibles : "Arielle Dombasle & Nicolas Ker signent un disque passionnant, qui ressusciterait presque le duo mythique Nancy Sinatra-Lee Hazlewood, sous influence Pasolini."[24] La semaine suivante, Les Inrockuptibles précisent qu'avec La Rivière Atlantique, "Arielle et Nicolas signent un album passionnant."[25]
- Yann Bertrand de France Info : "Le mariage de ces deux voix, entre new wave et rock symphonique, est totalement réussi. [...] C'est donc un accord parfait, riche et délicat, illuminé par des violons virevoltants."[26]
- Dans Brain Magazine, Sarah Dahan note : "Ensemble, ils ont su allier leurs forces et leurs faiblesses pour conter leurs obsessions communes, en anglais. Le résultat, La Rivière Atlantique est épique, romantique et fascinant."[27]
- Vanessa Burggraf dans l'émission On n'est pas Couché : "La Rivière Atlantique est un album poétique !"[28]
- "Au côté du brillant Nicolas Ker, Arielle chante La Rivière Atlantique, une collection de ballades sombres et envoûtantes."[16]

## Classements
| Pays   | Meilleure position |
| ------ | ------------------ |
| France | 218                |

## Tournée
| Date              | Ville         | Pays     | Salle                     |
| ----------------- | ------------- | -------- | ------------------------- |
| 6 octobre 2016    | Paris         | France   | Les Bains                 |
| 26 octobre 2016   | Paris         | France   | Grand Palais              |
| 17 novembre 2016  | Paris         | France   | SALÒ                      |
| 18 novembre 2016  | Paris         | France   | SALÒ                      |
| 19 novembre 2016  | Paris         | France   | SALÒ                      |
| 16 décembre 2016  | Paris         | France   | Café de la Danse          |
| 4 mai 2017        | Paris         | France   | FLOW                      |
| 4 juin 2017       | Bruxelles     | Belgique | Guinguette Royale         |
| 5 juin 2017       | Bruxelles     | Belgique | Archiduc                  |
| 25 juin 2017      | Toulouse      | France   | Théâtre Sorano            |
| 27 septembre 2017 | Strasbourg    | France   | La Laiterie               |
| 25 octobre 2017   | Saint Avertin | France   | Nouvel Atrium             |
| 26 octobre 2017   | Rennes        | France   | Ubu                       |
| 29 octobre 2017   | Seignosse     | France   | Les Bourdaines            |
| 12 novembre 2017  | Mérignac      | France   | Krakatoa                  |
| 22 novembre 2017  | Lyon          | France   | Ninkasi                   |
| 23 novembre 2017  | Valence       | France   | Théâtre                   |
| 24 novembre 2017  | Cannes        | France   | Palais des Festivals      |
| 26 novembre 2017  | Saint-Marcel  | France   | Centre Culturel Guy Gambu |
| 26 janvier 2018   | Riom          | France   | Théâtre                   |